# Rubus nigricans
Rubus nigricans — вид квіткових рослин родини трояндових (Rosaceae).

## Поширення
Поширення: Австрія, Бельгія, Люксембург, Англія, Уельс, Чехія, Словаччина, Данія, Франція, Німеччина, Швейцарія, Нідерланди, Польща, Швеція, Україна.
В Україні наводиться для Карпат і західних рівнинних регіонів (Розточчя, Передкарпаття) під назвою Rubus pedemontanus Pinkw..

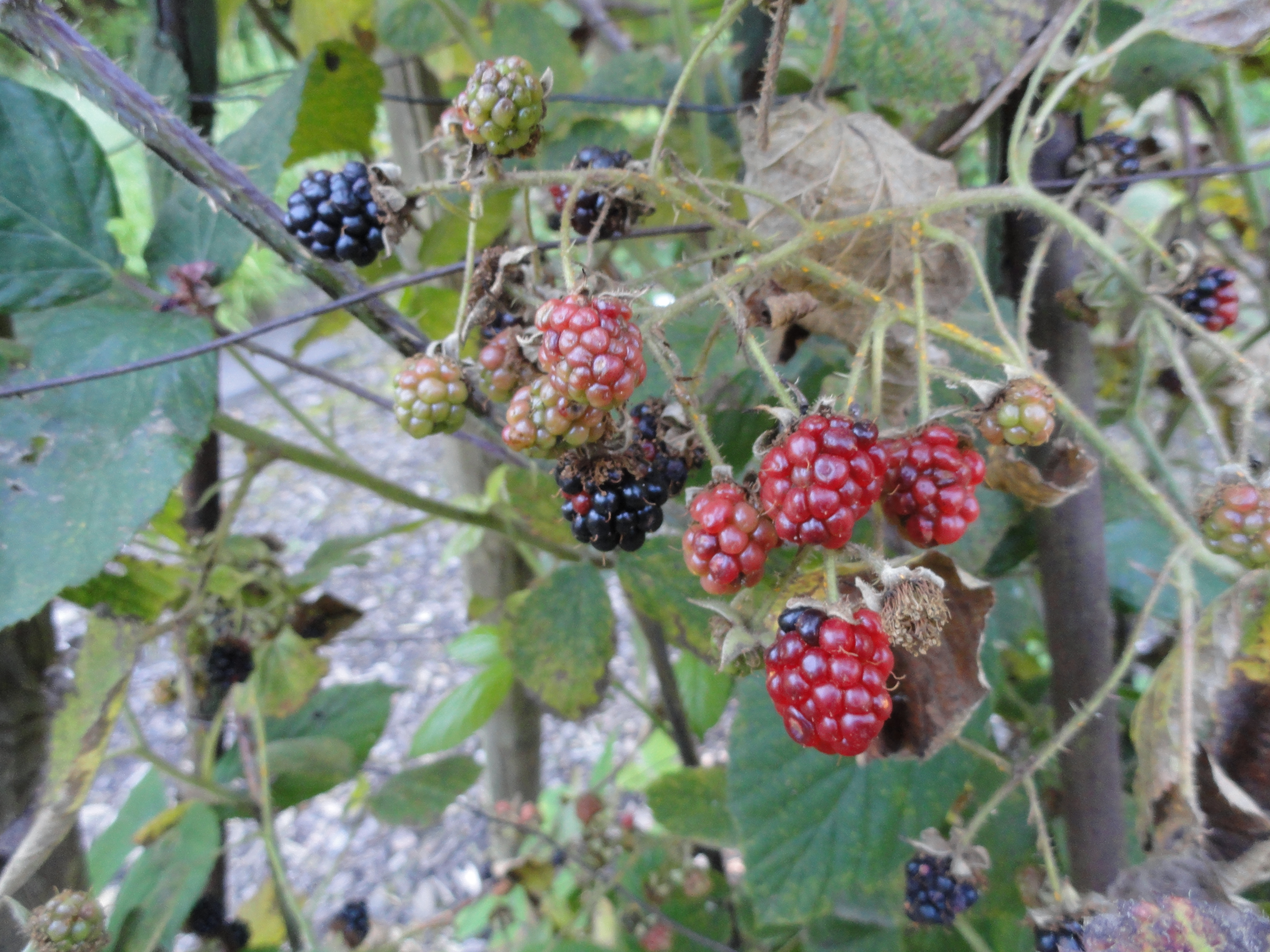
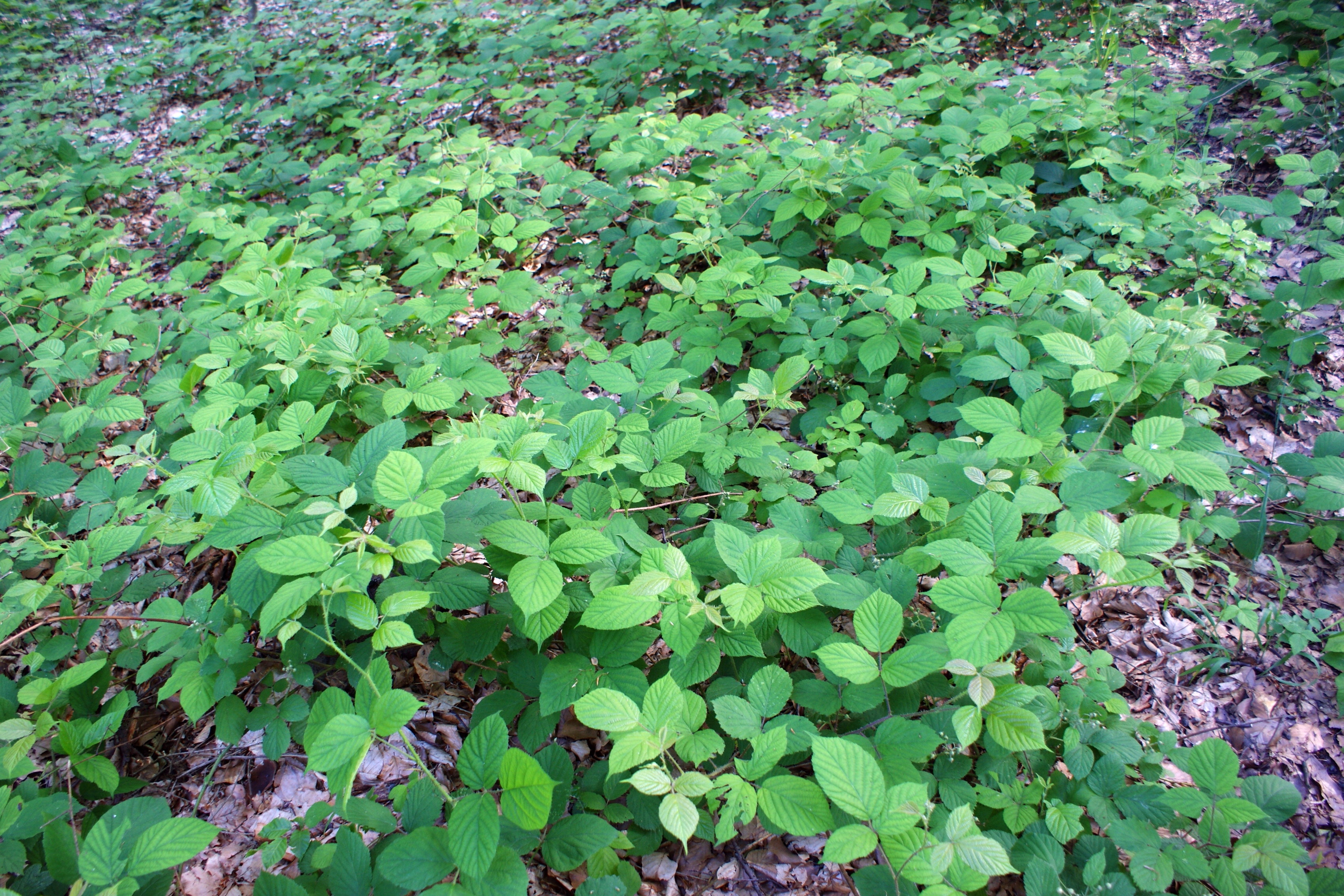